# Christian Ohrloff

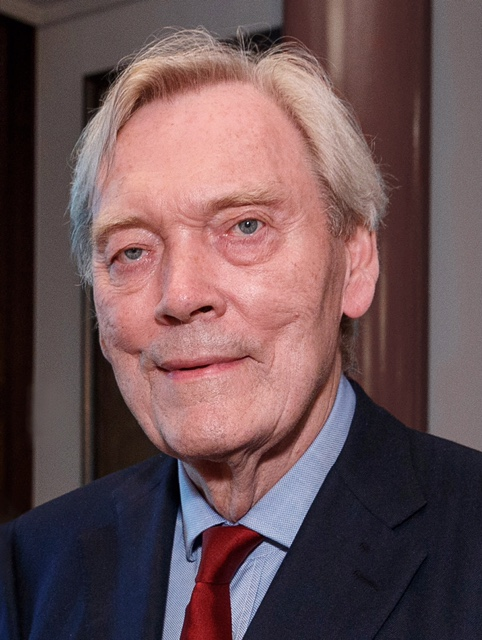
Christian Ohrloff (2017)

Christian Ohrloff (* 14. Januar 1944 in Krakau, Generalgouvernement) ist ein deutscher Augenarzt. Als Hochschullehrer und Wissenschaftler engagiert er sich seit Jahrzehnten in der Grundlagenforschung der Ophthalmologie.

## Leben
Ohrloff wuchs in Krakau und Leer (Ostfriesland) auf. Nach dem Abitur am Ubbo-Emmius-Gymnasium Leer studierte er ab 1963 an der Johann-Wolfgang-Goethe-Universität Frankfurt am Main, der Universität Wien und der Albert-Ludwigs-Universität Freiburg Medizin. 1964 wurde er im Corps Hasso-Borussia Freiburg recipiert. Als Inaktiver wechselte er an die Freie Universität Berlin und die Ludwig-Maximilians-Universität München. Nachdem er 1968 in Freiburg das Medizinische Staatsexamen bestanden hatte, ging er für zwei Jahre an das Physiologisch-Chemische Institut der Universität Freiburg. 1970/71 war er Medizinalassistent in Berlin und München. Mit einer Doktorarbeit bei Karl Decker (Biochemiker) wurde er 1972 summa cum laude zum Dr. med. promoviert. Anschließend bereiste er Asien und Südamerika. Die ophthalmologische Ausbildung durchlief er ab 1972 bei Erich Weigelin, Manfred Spitznas und Michael Ulrich Dardenne an der Augenklinik der Rheinischen Friedrich-Wilhelms-Universität Bonn. 1979 habilitierte er sich für Augenheilkunde und experimentelle Ophthalmologie. Seit 1979 Oberarzt, lehnte er 1981 den Ruf der FU Berlin ab. Er wurde 1982 in Bonn zum C3-Professor ernannt und lehnte 1986 auch den Ruf der Universität Graz ab. 1988 folgte er dem Ruf der Universität Frankfurt am Main auf ihren Lehrstuhl für Ophthalmologie. Als Nachfolger von Wilhelm Doden war er über 24 Jahre Direktor der Klinik für Augenheilkunde. Er war Präsident der Deutschen Gesellschaft für Intraokulare Linsenimplantation und Refraktive Chirurgie (1996–2000) und der Deutschen Ophthalmologischen Gesellschaft (1999/2000). Von 2001  bis 2017 war er Pressesprecher der Deutschen Ophthalmologischen Gesellschaft. Seit 1989 engagierte er sich in der Landesärztekammer Hessen. Seit 2012 emeritiert, betreibt er eine augenärztliche Privatpraxis in Frankfurt am Main. 2011 wurde er Präsident der Deutsch Chinesischen Gesellschaft für Medizin.
Ohrloff ist seit 1974 verheiratet und hat drei Kinder.

## Herausgeber
- Opthalmologica, Karger Verlag, Basel (1991–2009)

## Ehrungen
- Ehrenmitglied der Ophthalmologischen Gesellschaft der Ukraine (2004)
- Ehrenmitglied der Deutschen Gesellschaft für Intraokulare Linsenimplantation und Refraktive Chirurgie (2006)
- Albrecht-von-Graefe-Preis der Deutschen Ophthalmologischen Gesellschaft (2010)
- Ehrenmitglied der Deutschen Ophthalmologischen Gesellschaft (2017)[8]